# 野口喜一郎

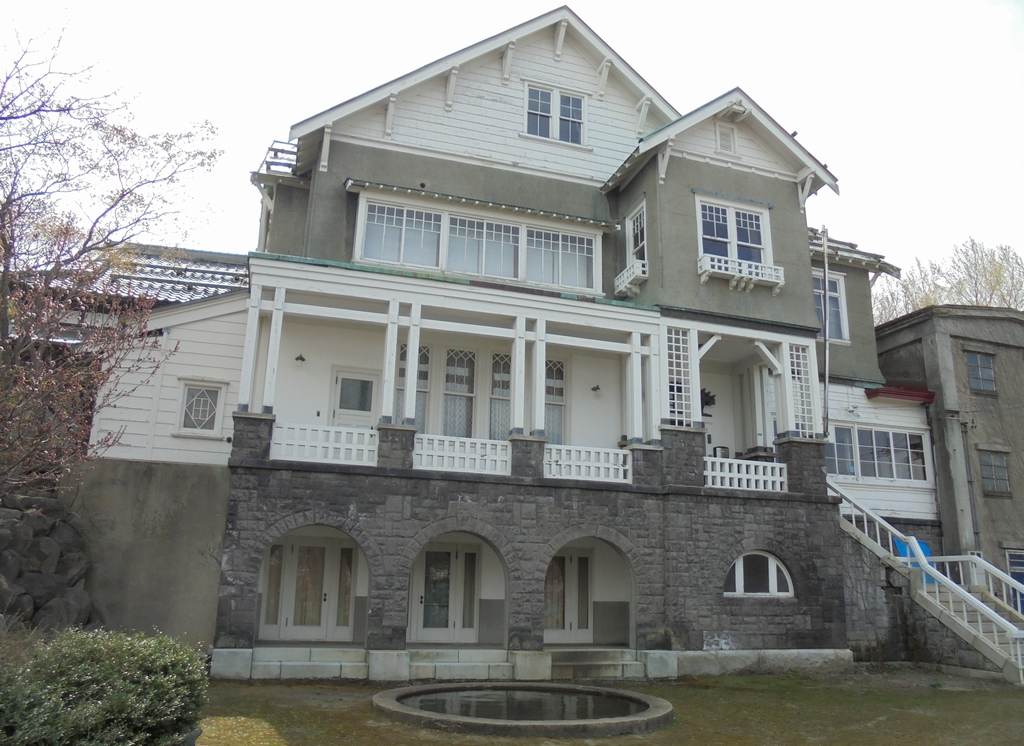
野口喜一郎の自邸、和光荘

野口 喜一郎（のぐち きいちろう、1887年〈明治20年〉9月18日 - 1972年〈昭和47年〉2月11日）は、日本の実業家。2015年（平成27年）まで北海道小樽市に存在した酒造会社・北の誉酒造の2代目社長であり、同社創業者である野口吉次郎の次男。北海道小樽市出身。

## 経歴
小樽中学校（後の北海道小樽潮陵高等学校）卒業後、間もなく旭川市の第7師団に入隊した。除隊後の1908年（明治41年）、父の経営する野口吉次郎商店（後の北の誉酒造）を継ぎ、社長として酒造部門を拡張させた。
1924年（大正13年）、アルコール4社合併の合同酒精に相談役で迎えられ、1929年（昭和4年）から1958年（昭和33年）まで同社社長、1964年（昭和39年）まで会長を務めた。1935年（昭和10年）には小樽酒造の組合長も務めたほか、焼酎酒造組合中央会、合成酒組合、全国新式焼酎連盟、酒造組合中央会などの役員としても活躍した。1932年（昭和7年）に紺綬褒章、1944年（昭和19年）には緑綬褒章を受章した。なお酒造関連の実業家でありながら、自身は酒が飲めず、宴会の席では銚子に白湯を入れて飲んでいたという。
酒造以外の実業として、1916年（大正5年）には北海道で最初のホテルである北海ホテルの建設に参加し、1920年（大正9年）には北樺太での北洋商行の設立や、北海ホテル旭川支店の建設にも携わった。1931年（昭和6年）の札樽自動車道の改修と平磯岬のトンネル開通にあたっては、東小樽地区の40万坪もの大規模な都市開発に取り組んだ。小樽の観光名所の一つである銀鱗荘は、当初は余市町に建設されたが、この開発に伴い野口が買い取り、眺望の良い平磯岬に移築されて現在に至っている。
小樽市内のスキージャンプ台「樽中シャンツェ」「小樽シャンツェ」建造の敷金を援助し、自身の敷地内に建造した「小樽記念シャンツェ」を市に寄贈するなど、地元還元にも尽くした。後に地域社会への貢献に対し、小樽市功労者の称号が贈られた。また、芸術を愛する一面もあり、若い画家たちへは惜しみない援助を与え、作品を購入して自邸に飾っていた。その中には、日本水彩画会研修所小樽支部の設立に参加した平沢貞通の初期の代表作もあった。
1972年、満84歳で死去。没後は息子の野口誠一郎が3代目、孫（誠一郎の子）の野口禮二が4代目を継いだ。また野口自らが設計を手掛けた自邸の和光荘は、小樽を代表する建築物の一つとして後に伝えられている。